# Schlachtgeschwader 104
Schlachtgeschwader 104 (dobesedno slovensko: Bojni polk 104; kratica SG 104 oz. SchlG 104) je bil jurišni letalski polk (Geschwader) v sestavi nemške Luftwaffe med drugo svetovno vojno; to je bila šolska enota, namenjena za usposabljanje novih pilotov.

## Organizacija
- štab
- I. skupina
- II. skupina

## Vodstvo polka
Poveljniki polka (Geschwaderkommodore)
- Oberst Hans Steinweg: 2. avgust 1944
- ?: 14. oktober 1944
- Oberstleutnant Gustav Pressler: 15. december 1944